# Nippon Budokan
Il Nippon Budōkan (日本武道館?), o semplicemente Budōkan, Budoukan o Budokan, è un palazzetto multifunzionale situato nella zona centrale di Tokyo, in Giappone.

## Storia
Sorto per ospitare le gare di judo della XVIII Olimpiade del 1964, il palazzetto è noto anche per essere teatro di grandi concerti rock: al Budokan il gruppo britannico dei Beatles fece il proprio debutto in Giappone e qui molti artisti hanno registrato i propri Live at Budokan. 
Nonostante ospiti numerosi concerti, la sua funzione primaria resta sempre la pratica delle arti marziali. È costituito da tre sale, la più grande delle quali può ospitare 14 000 persone.
I Beatles furono il primo gruppo rock a suonare al Budokan in una serie di concerti tenuti tra il giugno e il luglio del 1966. Il 17 agosto del 1972 i Deep Purple registrarono qui un concerto dal vivo, di cui quattro brani vennero scelti per il celeberrimo album live Made in Japan. Dal 1978 il palazzetto fu teatro dei concerti di Bob Dylan e dei Cheap Trick che pubblicarono rispettivamente Bob Dylan at Budokan (1978) e At Budokan (1979). Nel 1979 anche Eric Clapton registra il suo live Just one night. I Judas Priest, invece, hanno registrato due concerti pubblicati negli album Unleashed in the East (1979) e Rising in the East (2006).
Nel 2019 per la prima volta il palazzetto ha ospitato un concerto di musica classica, tenuto dal pianista Shinya Kiyozuka. Si è trattato dell'ultimo evento svoltosi nel Nippon Budokan prima dell'inizio dei lavori di ristrutturazione in vista dei Giochi olimpici del 2020.

## Galleria d'immagini

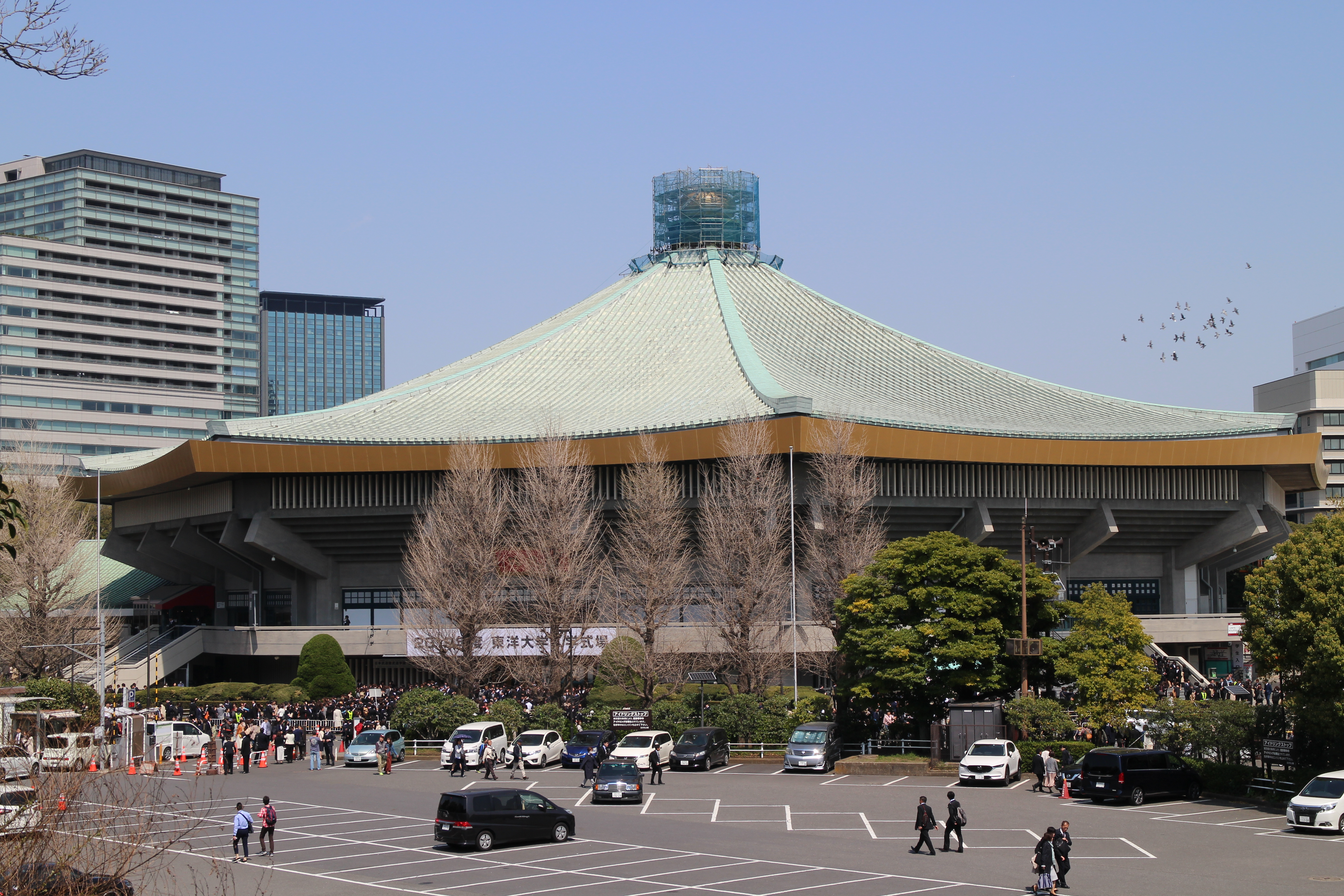
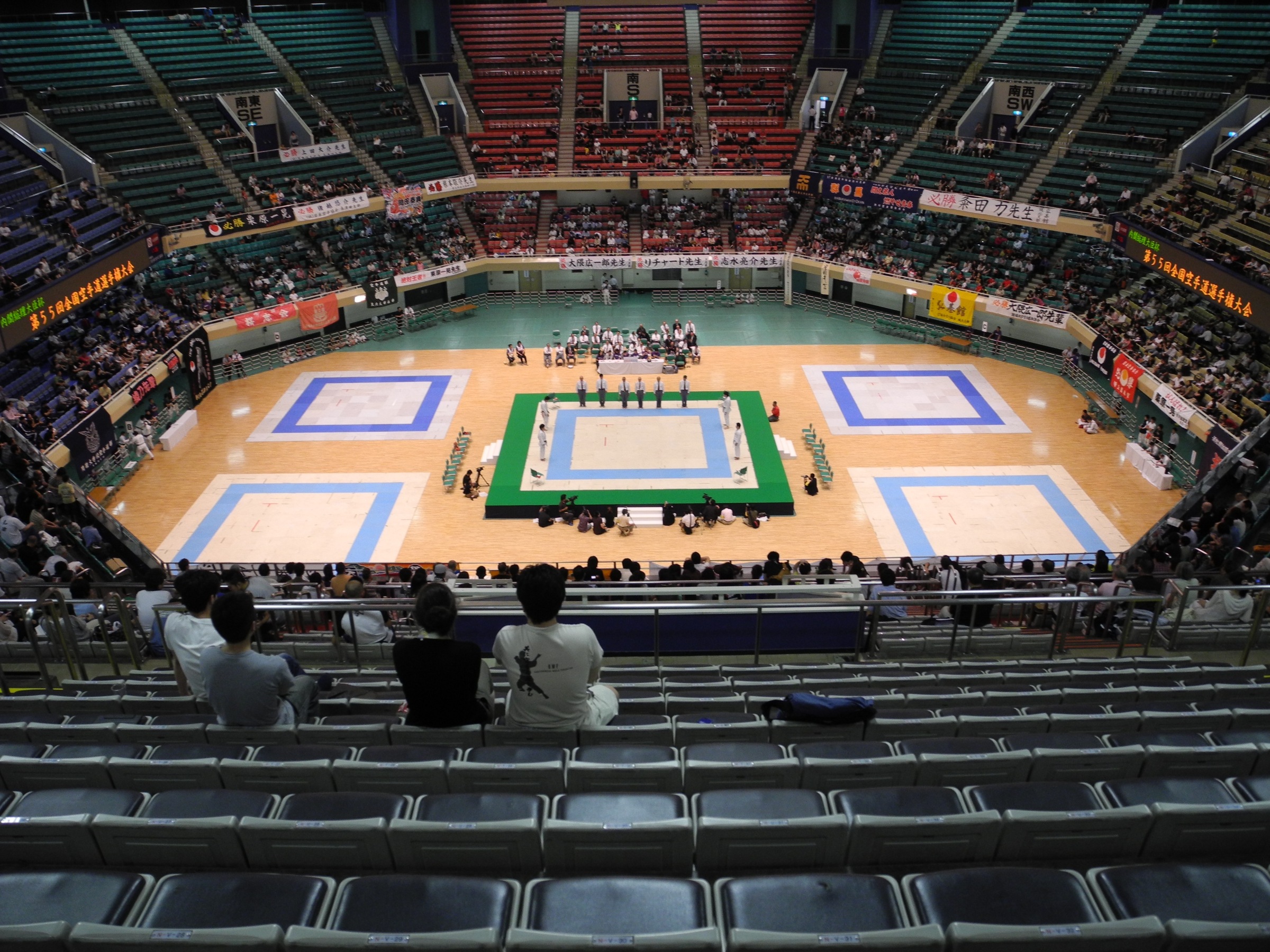
Karate
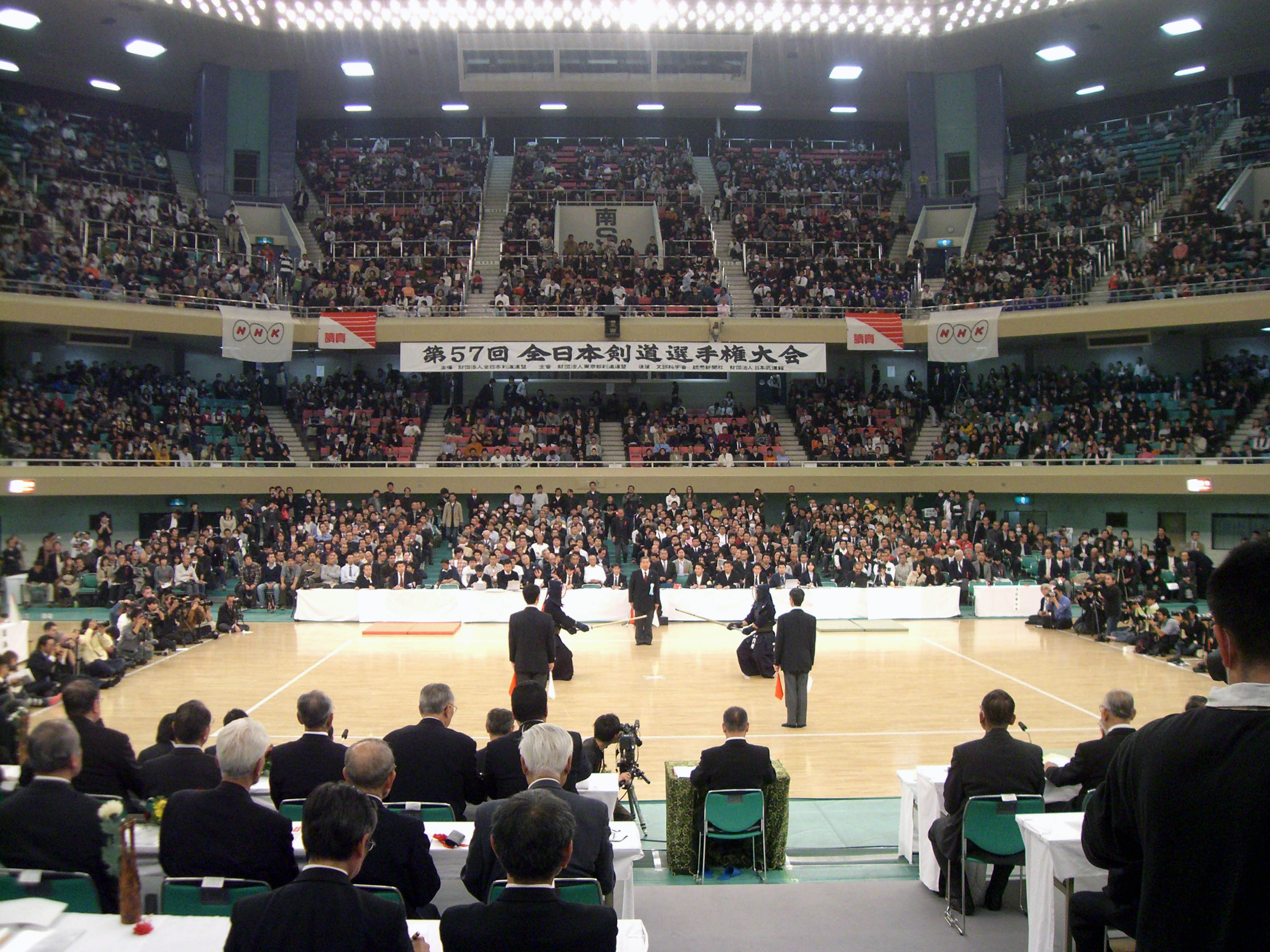
Kendō